# 临床研究阶段
临床研究阶段（英文：Phases of clinical research），或称临床研究分期，是科学家进行健康干预的各个临床实验阶段，以证明预期的医学治疗足够有效的过程。该医学治疗过程包括：候选药物、疫苗、医疗设备或新的诊断分析方法。对于候选药物开发，临床研究阶段先从少数人类受试者开始以测试药物的安全性，然后继续扩展到更多的参与受试者，甚至可能达上万名，以确定治疗过程的有效性和安全性。

## 概要
测试候选治疗产品的临床试验通常分为四个阶段，整个开发过程所经历所有阶段通常会耗费数年时间。若药物顺利通过临床试验I、II和III期后，当局监管机构会批准候选产品用于普通患者。临床试验IV期是药物上市后继续研究或药物的持续监测研究，旨在监控药品上市后数年的安全性。
| 阶段   | 首要目标                                                     | 剂量                         | 病人监控             | 典型招募人数                                       | 成功率  | 备注                                                           |
| ------ | ------------------------------------------------------------ | ---------------------------- | -------------------- | -------------------------------------------------- | ------- | -------------------------------------------------------------- |
| 临床前 | 在非人体试验中测试药物，收集药物的功效、毒性和药代动力学信息 | 无限制                       | 科研人员             | 非人类试验，仅进行体外和体内研究                   |         | 包括模型生物测试，或使用人类永生细胞系和其他人体组织。         |
| 0期    | 收集药代动力学性质；尤其药物口服生物利用度和半衰期           | 小，亚治疗                   | 临床研究员           | 10人                                               |         | 常略过直接进入I期。                                            |
| I期    | 基于安全性考量，对健康受试者调整剂量范围                     | 通常为亚治疗剂量，但剂量递增 | 临床研究员           | 20-100名普通健康受试者（或服用抗癌药物的癌症患者） | 约52%   | 确定药物是否足够安全，可进一步测试药物疗效。                   |
| II期   | 评估药物在受试者体内的疗效和副作用                           | 治疗剂量                     | 临床研究员           | 100–300 名患有特定疾病的参与者                     | 约28.9% | 确定药物是否具有任何疗效；在此阶段，药物被假定不具任何治疗效果 |
| III期  | 评估药物在受试者体内的疗效、有效性和安全性                   | 治疗剂量                     | 临床研究员和私人医生 | 300-3,000的相关患者                                | 57.8%   | 确定药物的疗效；在此阶段，药物被假定有某些效果                 |
| IV期   | 公开上市后药物监察                                           | 治疗剂量                     | 私人医生             | 所有寻求医治的患者                                 | 不适用  | 监测长期影响                                                   |

## 临床前研究
候选药物、疫苗、医疗器械或诊断分析进行临床试验之前，均会在临床前研究阶段进行广泛的测试。此类研究包括：尝试较宽剂量范围内测试药物；进行体外实验（试管中实验或细胞培养）以及体内实验（模型动物实验），以初步获得药物的疗效、毒性和药代动力学信息。此类测试可帮助新药开发人员确定候选药物是否具有进一步进入临床研究的价值，成为研究性新药。

## 0期
临床试验0期是依据美国食品和药物管理局（Food and Drug Administration，FDA）2006年探索性研究性新药指南中，提及的可选择性的探索性试验的最新命名。0期试验也称为人体微剂量（Microdosing）研究，旨在尽早确定药物或制剂在人体中的表现是否与临床前研究预期一致，从而加快颇具前景的药物开发。0期试验的特点：可入组少数受试者，通常为10至15人；给予单次亚治疗（Subtherapeutic）剂量的研究药物，以收集初步的药代动力学相关数据，即人体对体内药物的影响。 
由于微剂量给药无法达到人体治疗效果，通常0期研究不会提供有关药物的安全性或有效性数据。药物研发公司开展0期研究可对候选药物进行排名评估，以确定哪些药物在人体中可表现出更优的药代动力学参数，以决定进一步开发的候选化合物。0期的意义在于使药物研发企业可通过人体模型筛选出最具前景的候选药物，有时单独依赖动物模型实验无法预测人体中的药代动力学行为。

## I期
临床试验I期曾经被称为首次人体研究（First in human，FIH），I期试验是正式人体试验的第一阶段，旨在测试候选药物的安全性、副作用、最佳剂量和制剂配方。I期试验的受试者不进行随机选取，因此易出现选择偏差。
通常，I期可招募20-100名健康志愿者小组。I期试验通常在临床试验中心（Clinical trial clinic）进行，中心配备专职人员观察受试者情况。这些中心通常由合同研究组织（CRO）参与运营，其代表药物研发公司或其他研究人员参与协调研究过程。I期受试者服药后，需持续观察数个药物半衰期的时间。该阶段旨在评估药物的安全性（药物警戒）、耐受性、药代动力学和药效学。
I期试验通常包括剂量范围研究（Dose-ranging），也称为剂量递增研究（Dose escalation）或剂量爬坡研究，以便找到最佳和最安全的剂量，并寻找化合物因毒性而无法给药的剂量。测试的剂量范围通常需涵盖部分动物试验中可造成不良反应的剂量。I期试验通常会招募健康志愿者以防止患者的病情对药物安全性评价的干扰。但某些情况下因药物毒副作用较大则需入组临床患者，如患有晚期癌症或HIV患者。这些研究通常在临床药理部门（Central Pharmacological Units，CPU）严格控制的临床中心进行，受试者在此接受24小时的医疗护理与监控。除上述加入临床研究的患者之外，已尝试现有标准疗法而无法改善的患者也可参加I期临床试验。在I期试验开始之前，发起人须向FDA提交一份新药研究申请（Investigational New Drug，IND），详细说明从细胞模型和动物模型研究中收集的药学研究数据。
I期试验可进一步分为三个阶段：
单次剂量递增试验（Single ascending dose，SAD）（Ia期）
在单次剂量递增研究中，会给予受试者小组单剂量的药物，同时对他们持续给药一段时间并进行观察以确认药物安全性。通常Ia期只招募少量受试者，通常为三名，并分别按特定的剂量向受试者给药。若受试者均未表现出任何不良副作用，且药代动力学数据均在安全阈值之内，即可以给新的受试者小组更高的剂量。若更高剂量下均没有观察到任何不可接受的毒性，则会增加额外若干名受试者，以接受该更高剂量的治疗。这一过程会循环往复至剂量提升至预估的药代动力学安全水平。除非受试者中开始出现无法耐受的副作用，此时的剂量称之为最大耐受剂量（Maximum tolerated dose，MTD）。若观察到额外的不可接受的毒性反应，则剂量递增试验终止，该毒性反应前的更小剂量可被定义为最大耐受剂量。以上临床试验假定前提为：约三分之一受试者发生不可接受的毒性时，该剂量为最大耐受剂量。虽然这种设计存在各种变化，但大体实验设计均类似。
多次剂量递增试验（Multiple ascending dose，MAD）（Ib期）
多剂量递增试验是研究多剂量给药下，药物的药代动力学和药效学性质，并进一步关注药物的安全性和耐受性。在Ib期研究中，一组受试者接受多次低剂量给药，同时于不同时间点收集受试者生物样本，包括血液与其他体液，并进行生化检测分析以获取药物的药代动力学属性，如药物在体内的ADME性质等。随后如SAD试验类似地继续增加剂量，直至给药剂量升至预期水平。
食物效应（Food effect）
食物效应为一项短期实验，旨在研究服药前进食可能对药物吸收的影响或差异。该研究通常设计为交叉研究试验，志愿者会被安排在禁食中和进食后两种情况下服用同剂量的药物。

## II期
临床I期确定了药物的临床剂量或剂量范围，临床II期试验的目标是评估药物是否具生物活性或生物作用。II期试验的受试者比I期更多，通常为50-300人，主要旨在评估药物的有效性及在更大的受试者群体中继续I期的评价药物安全性。在此阶段，通常使用基因检测进行基因多态性（Gene polymorphism）研究，尤其当有证据表明个体之间存在药物代谢差异。新药临床试验的失败通常由于无法达到药效学目标或发现未预料的毒性反应，因此临床开发阶段通常止步于II期试验期间。
II期研究有时可分为IIa期和IIb期。对于这两个子类别并没有正式的定义，但通常：
- IIa期研究旨在初步展示临床疗效或生物活性，因此也称概念验证研究（Proof of concept study）； [38]
- IIb期研究旨在确定药物展现出生物活性且最小副作用的最佳临床用药剂量，即确定剂量探索研究（Definite dose-finding study）。此外IIb期可以认为是与III期的衔接，用于研究从I期至III期之间，因为剂型、晶型、盐型等差异引起给药剂量的变化。[38]

### 试验设计
某些II期试验被设计为案例系列或病例组（Case series），以证明药物在选定的某组受试者中的安全性和有效性。某些II期试验则被设计为随机对照试验，其中一些患者接受药物或医疗装置，同时其他患者接受安慰剂或标准治疗。随机II期试验的受试者远少于随机III期试验。

#### 案例：癌症药物设计
在第一阶段，研究者会尽量排除低生物活性的药物。研究者可指定受试药物必须具有最低限度的活性，如在20%的受试者中需展现出最低活性。若估计的药物活性水平低于20%，研究人员则放弃此项研究或至少不考虑最大耐受剂量下继续研究。若估计的活性水平超过20%，研究人员可招募更多受试者，以获得更好的临床估算有效率或缓解率（Reponse rate）。相关案例如：14名受试者参与II期研究，若所有受试者均未观察到活性，则认为该药物具有20%以上活性的可能性很低。招募额外受试者的数量取决于所需的临床数据精确度，但范围从10到20不等。因此，典型的癌症II期临床研究一般招募不到30人以估计有效率。

#### 疗效对比有效性
临床研究评估疗效（Efficacy），旨在研究指定药物或治疗方式是否能够影响所选患者群体，并对患者产生获益的效果，如抗癌药物治疗肿瘤患者会关注肿瘤大小变化。而评估治疗的有效性（Effectiveness），旨在确定治疗是否会影响疾病。
在有效性研究中，一项关键因素是受试者须在普通治疗状况下接受治疗，这意味着有效性研究不涉及任何常规临床实践以外的因素，因此患者服药的依从性不受影响。有效性研究的结果通常比大多数疗效研究更适用，如与疗效研究中更好的测试分数或更低的细胞计数相比，有效性研究中的受试者感觉更好、去医院次数更少或生存期更长。研究者目标是研究药物是否对目标患者人群产生广泛影响，因此与疗效研究相比，有效性研究在选取受试者的要求通常更宽泛，而疗效研究选取受试者较为严格。

### 成功率
历史上有四个时期，经历了II期临床项目开发的最低成功率。 2010年，从II期推进至III期试验的成功率仅为18%，2006至2015年间的一项研究统计表明，仅31%的开发候选药物成功从II期推进至III期。

## III期
临床III期试验阶段旨在评估新的临床干预措施（Intervention）的有效性，以评价其在临床实践中的价值。III期入组人群为大型患者群体，通常入组人数达300至3000名或更多，具体取决于所研究的疾病或医学状况，所有患者选取为随机对照多中心试验。III期研究旨在将新干预措施与当前治疗的“黄金标准”即最佳治疗手段相比较，以评估治疗手段的有效性。由于临床规模较大且持续时间较长，III期试验是四个分期中最昂贵、最耗时、最难设计以及运营的分期。其中慢性疾病的临床试验中尤其如此，相较临床实践中的临床干预时间，慢性疾病的III期试验的随访期通常更短。临床III期试验实际在衡量人群对药物的反馈，因此也被称为上市前阶段。
通常，监管性提交资料（Regulatory submission）上交至当局监管机构等待批复时，III期临床试验将启动。这样可允许患者在没有合适的治疗手段时，可继续接受处于临床阶段的新疗法并尽可能延长生命或提升生活质量，直至新疗法允许上市。III期临床阶段进行试验还可用于发起者尝试进行标签扩展（Label expansion），或获批新适应症。标签扩展意味着药物显示对新的临床用途有效，该用途为原批准上市的最初用途以外之新的应用领域。此时III期研究是为了获取新用途中的额外药物安全数据，或支持药物的营销声明。为区分普通的II期进展至III期研究的情形，该III期研究可被称为IIIb期。
为获取当局药监机构，如美国FDA或欧盟EMA批准通过III期，通常需要至少两次成功的III期临床试验，以充分证明药物的安全性和有效性。
若药物在III期试验中的数据符合预期，临床试验结果会总结为资料，包括动物试验与人类临床研究的方法和数据结果、试验药物的制造过程、制剂制造过程和药物货架期及稳定性的全面描述。这些信息一起构成“监管性提交”，可提供给不同国家或地区的相应监管机构进行审查。监管机构对提交的申请进行审理，若申请被接受则药物被批准在市场上生产与销售。
处于III期临床试验的大多数药物可在FDA的规范、适当的建议与指导原则的监管下，通过新药申请（New drug application，NDA）进行上市销售，该NDA申请应包含所有药品制造、药品临床前和临床数据。若任何不良反应被报告，则需立即从市场上召回药物。虽然大多数制药公司均避免这种做法，但市场上仍存在许多正在进行III期临床试验的药物。 

### 适应性设计
某些临床试验设计允许在试验期间进行更改，通常发生在II期或III期，以适应治疗获益的中期结果、根据统计分析数据进行方案调整或提前终止不成功的临床设计，这一过程称为适应性设计（Adaptive design）。如2020年针对2019冠状病毒病（COVID-19）重度感染患者，世界卫生组织发起的团结实验（Solidarity trial）、欧洲发起的发现试验（Discovery trial）和英国发起的恢复试验（Recovery Trial）。以上的临床试验均采用适应性设计，以便实验性治疗策略的结果出现时，可迅速改变临床试验参数。
进行中的II-III期临床试验候选疗法，其适应性设计可缩短试验时间并允许招募更少的受试者，使临床试验提前结束或终止成为可能。适应性设计还可协调国际间的特定临床试验的设计变更。

### 成功率
疫苗药物的成功率，从非行业赞助候选疫苗的成功率7%，至行业赞助疫苗的成功率40%不等。
2019年的一项回顾发现：2005至2015年间不同的临床分期和疾病的临床试验平均成功率范围为5-14%。按研究疾病分类，癌症药物临床试验的平均成功率仅为3%，而眼科药物和传染病疫苗的成功率为33%。其中使用疾病的生物标志物进行临床试验，尤其是在癌症研究中，比不使用生物标志物的临床试验成功率更高。
2010年的一项综述报道，约50%的候选药物在III期试验中失败，或被当局监管机构拒绝进一步开展。

#### II/III期耗资
II期和III期试验上的耗资取决于多种因素，其中研究的治疗领域和程序类型是关键性因素。II期研究的费用可能高达2000万美元，而III期研究的费用可能高达5300万美元。

## IV期
临床IV期试验也称为上市后药物监察或药物监测试验。该阶段旨在确保药物、疫苗、设备或诊断测试的长期安全性和有效性。IV期试验包括药物的安全监测即药物警戒，和对于批准上市销售的药物持续的技术支持。IV期研究可出于监管机构的要求，也可出于行业竞争的需求（如为新药物寻找新的市场需求），或其他原因（如新药物可能未经完整的与其他药物的相互作用测试，以及对于特定人群的持续性研究（如前期不接受入组的孕妇等患者）。与I-III期临床试验相比，IV期的安全性监测旨在更大的患者群体和更长的时间内检测任何罕见不良反应或长期不良反应。IV期试验发现的不良反应可能导致药物退市，或局限于某些临床用途；如西立伐他汀（商品名：拜可或拜斯亭）、曲格列酮（商品名：瑞如林）和罗非昔布（商品名：万络）。

## 药物开发总耗资
从临床前研究到药物上市销售，药物开发的整个过程约耗时12至18年，通常耗资超过10亿美元。